# Józsefhámor
Józsefhámor (szlovákul: Zemplínske Hámre) község Szlovákiában, az Eperjesi kerület Szinnai járásában.

## Fekvése
Szinnától 4 km-re délre, a Vihorlát-hegység északi részén fekszik.

## Története
A települést „Rhollhuta” néven a német Jozef Rholl alapította, aki a 18. század végén erdőt és nagybirtokot vásárolt ezen a területen. Ezután megkezdte a Vihorlát területén az arany és ezüst utáni kutatást, helyette azonban vasércet talált. A Józsefvölgyben 1809 körül keletkezett település első lakói a környéken dolgozó bányászok, üvegfúvók és szénégetők voltak. A település nevét 1844-ben „Szinnahámor”-ra változtatták. Egykor Cirókabéla külterületi része volt. 1920 előtt Zemplén vármegye Szinnai járásához tartozott.
Csak 1954-ben lett önálló község, 1956-ban kapta mai szlovák nevét.

## Népessége
| Év:            | 1994. | 2004.   | 2014.   | 2024.   |
| -------------- | ----- | ------- | ------- | ------- |
| Emberek száma: | 1256  | 1240    | 1273    | 1291    |
| Eltérés:       |       | -1,27 % | +2,66 % | +1,41 % |

| Év:            | 2023. | 2024.   |
| -------------- | ----- | ------- |
| Emberek száma: | 1279  | 1291    |
| Eltérés:       |       | +0,93 % |

1970-ben 1430 lakosából 1422 szlovák volt.
1980-ban 1430 lakosából 1415 szlovák volt.
1991-ben 1272 lakosából 1259 szlovák volt. 
2001-ben 1264 lakosából 1236 szlovák volt.
2011-ben 1272 lakosából 1218 szlovák, 5 cseh, 3 ruszin, 2 ukrán, 1 egyéb és 43 ismeretlen nemzetiségű. Ebből 1158 római katolikus, 18 görög katolikus, 20 nem vallásos és 63 ismeretlen vallású volt.

## Nevezetességei
- A munkás Szent József tiszteletére szentelt római katolikus temploma.